# Burg Veringen
Die Burg Veringen ist die Ruine einer Spornburg auf einem von der Lauchert umflossenen 675 m ü. NHN hohen Bergrücken oberhalb der Pfarrkirche St. Nikolaus der Stadt Veringenstadt im Landkreis Sigmaringen in Baden-Württemberg.

## Geschichte
Die Burg wurde um 1100 bis 1130 vermutlich von Graf Marquard aus dem Grafengeschlecht derer von Veringen in der Grafschaft Veringen erbaut und 1134 erwähnt. Um 1200 wurde die Burg in Buckelquaderbauweise umgestaltet und der Wohnturm neu erbaut. 1344 verkaufte Graf Heinrich von Veringen die Rechte an Burg und Stadt mit den zugehörigen Dörfern an die Grafen Eberhard und Ulrich von Württemberg. 1464 wurde die Burg von Hans von Werdenberg instand gesetzt, 1487 fanden weitere Baumaßnahmen statt. 1633 wurde das unterhalb der Burg stehende »Schloss« zu Veringen von Schweden unter General Horn verdorben (nicht zerstört). Die alte Burg zerfiel mehr und mehr und wurde über mehrere Generationen als Steinbruch verwendet. 1978 bis 1983 wurde der Bestand der Ruine gesichert und ist heute frei zugänglich.

## Beschreibung

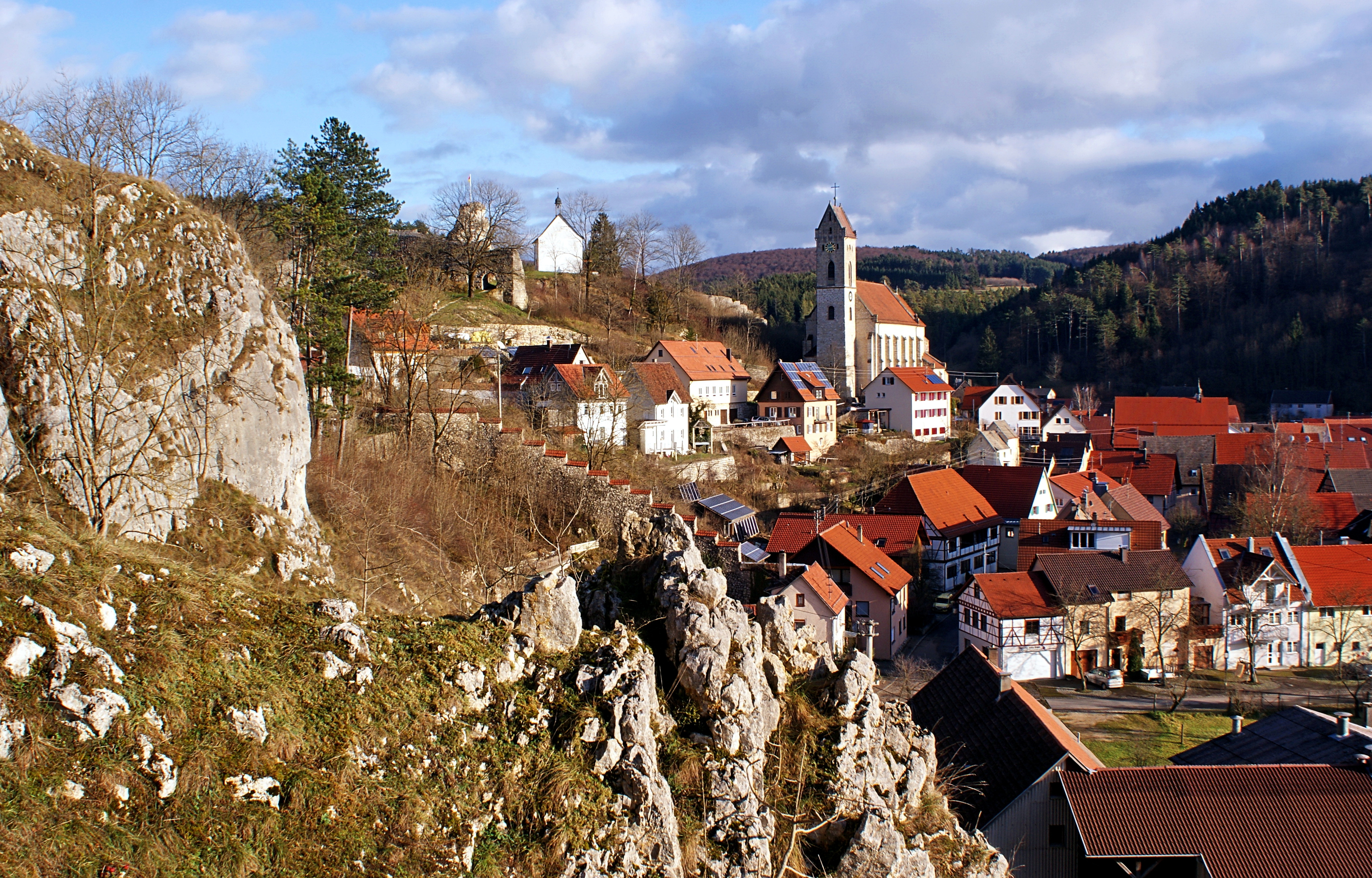
Stadt, Kirche St. Nikolaus, Burgruine mit Peterskapelle (Blick aus Westen)

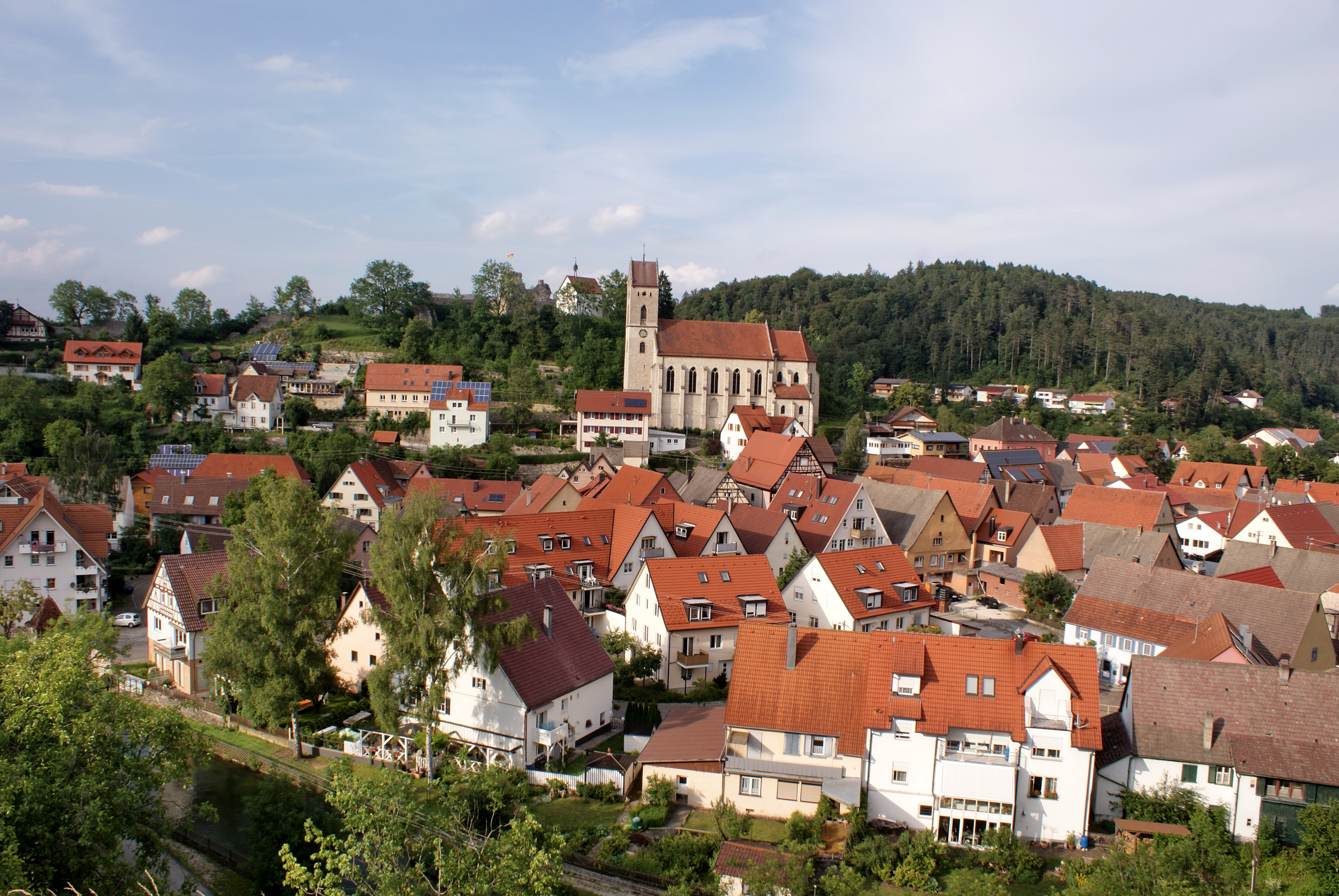
Stadt, Kirche St. Nikolaus, Burgruine mit Peterskapelle. Im Vordergrund links die Lauchert (Blick aus Süden)

Die Burganlage bildete zusammen mit der Stadt eine befestigungstechnische Einheit und kann in zwei Bauphasen eingeteilt werden. Im 12. Jahrhundert handelte es sich um eine einfache Anlage mit Turm, Fachwerkbauten und Palisadenumwehrung, in der zweiten Bauphase wurde die Anlage um 1200 in Buckelquaderbauweise umgebaut, der Turm auf die Maße 15,30 × 16 Meter mit einer Mauerstärke von 3,30 bis 3,50 Meter vergrößert und zum beheizbaren Wohnturm ausgebaut.
Die spätromanische Peterskapelle mit rechteckigem Innenraum und halbrunder Apsis stammt aus dem 10./11. Jahrhundert und ist damit deutlich älter als die Burg. Nachdem die Burg errichtet worden war, diente sie als Burgkapelle.

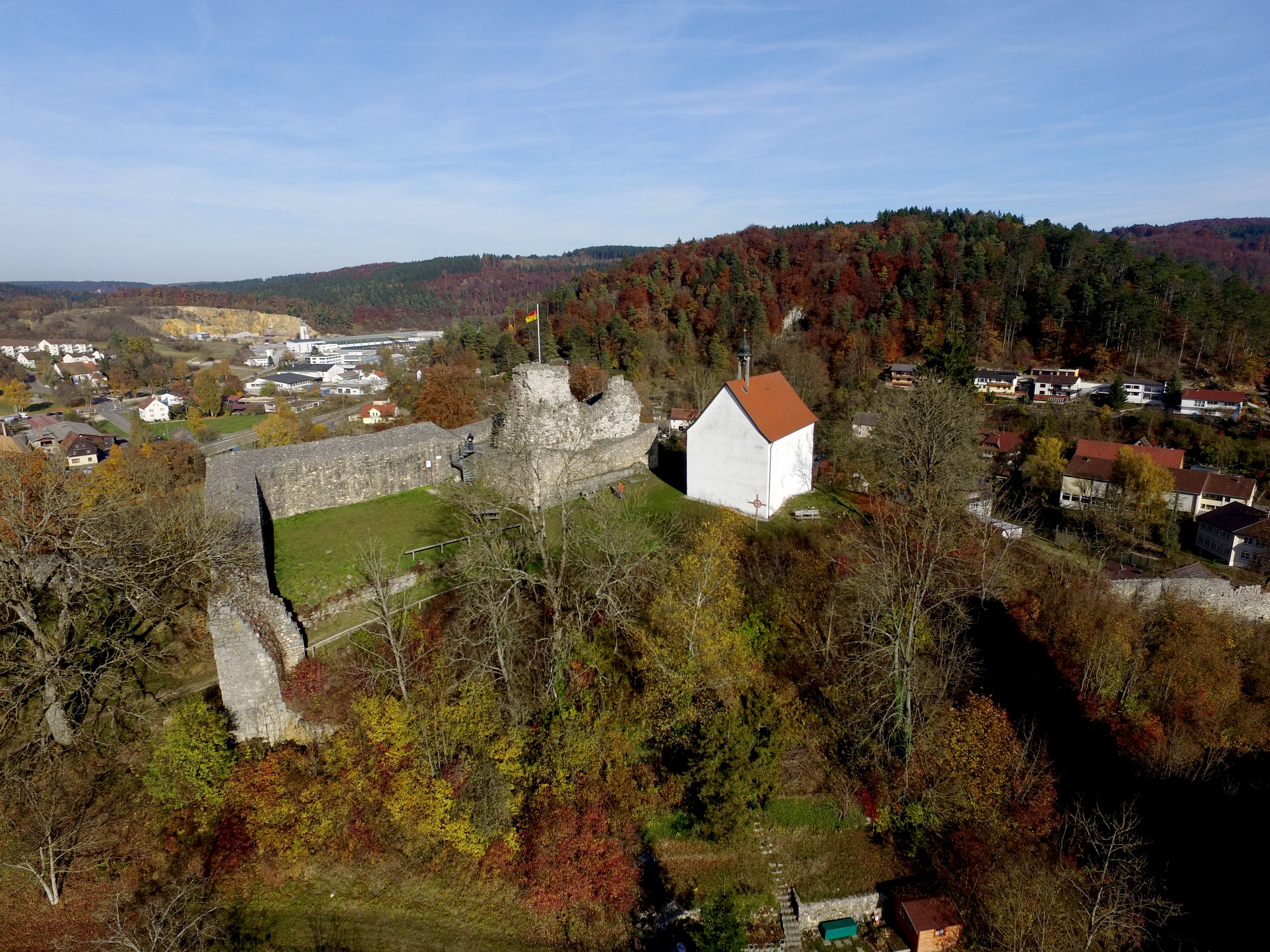
Burgruine mit Peterskapelle (Blick aus Südwesten)
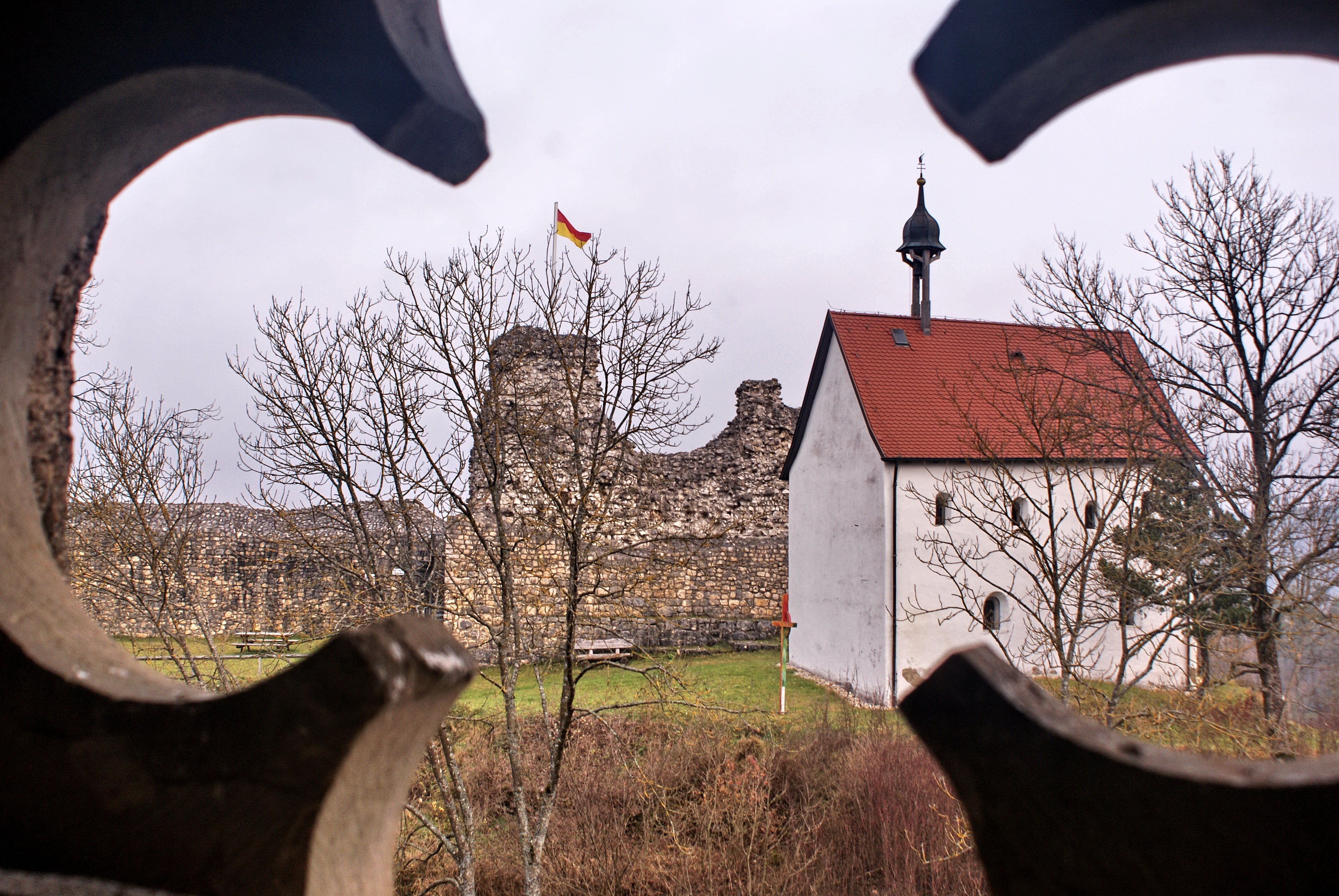
Burgruine mit Peterskapelle (Blick aus Süden, aus dem Glockenturm der St. Nikolauskirche)
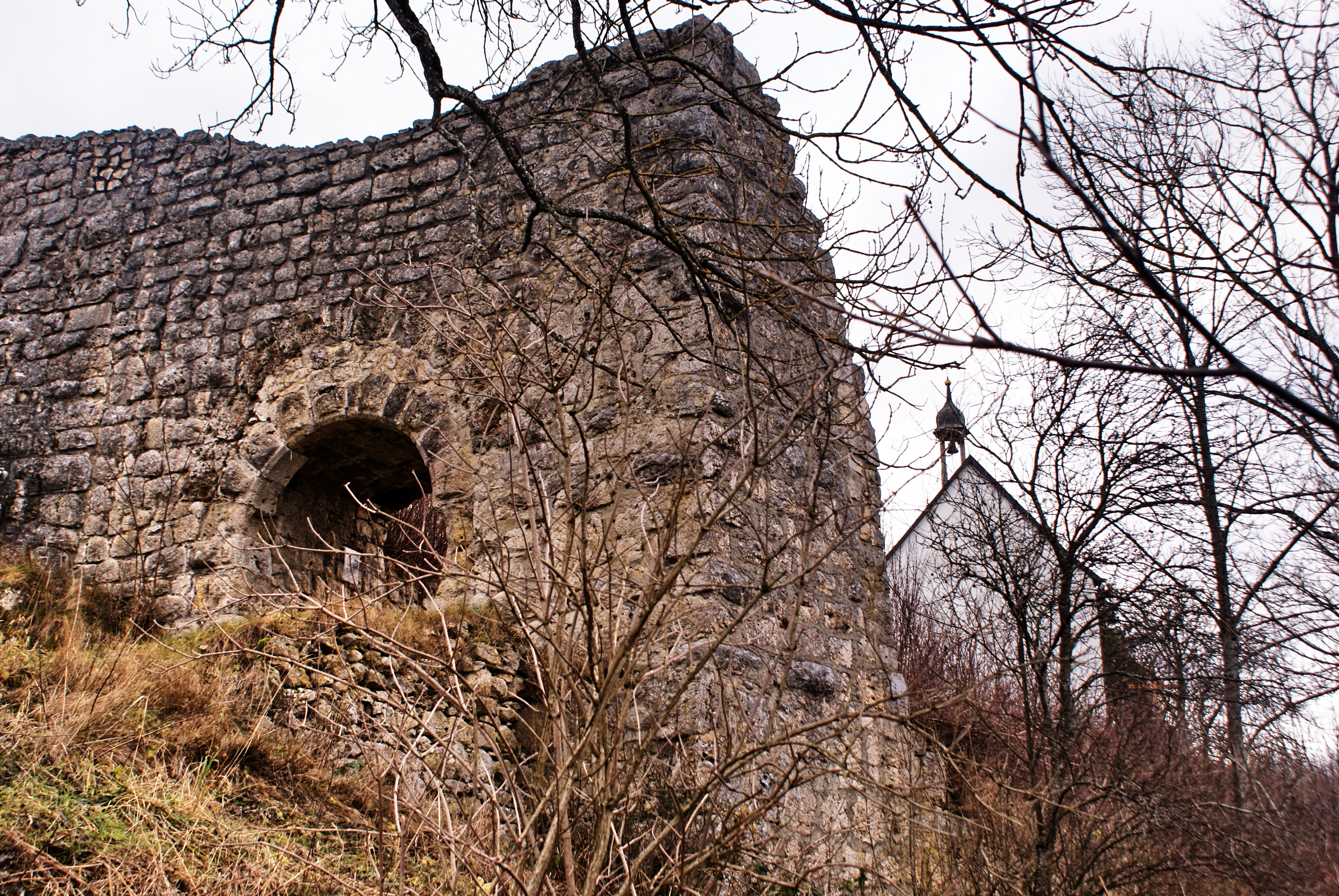
Burgruine mit Burgtor (Blick aus Osten)
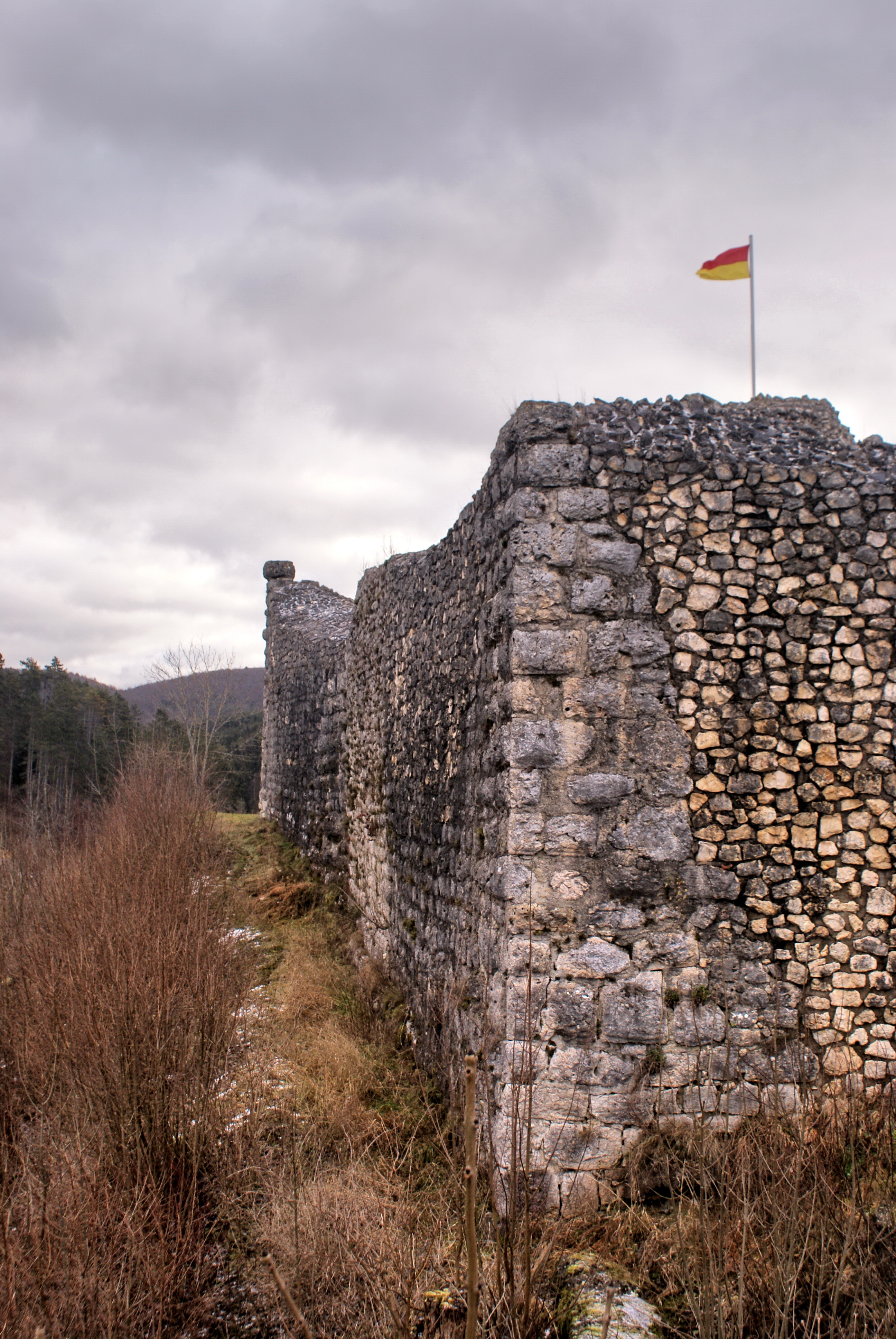
Burgruine (Blick aus Westen)